# Фейербах, Пауль Иоганн Ансельм фон
Па́уль Ио́ганн Ансе́льм риттер фон Фейербах (нем. Paul Johann Anselm Ritter von Feuerbach; 14 ноября 1775, Хайнихен, — 29 мая 1833, Франкфурт-на-Майне) — немецкий правовед и криминолог. Старший сын Кристины Краузе и адвоката Иоганна Ансельма Фейербаха, не состоявших в браке. Отец философа Людвига Фейербаха.

## Биография
Получив степень доктора права, основал совместно с Грольманом и Альмедингеном периодически выходившую «Библиотеку уголовного права». В 1801 году был назначен профессором Йенского университета; вскоре затем перешёл в Кильский университет, где последовательно занимал кафедры права естественного, уголовного, государственного и римского; к этому периоду относится наибольшее число его научных исследований и работ. Через два года переселился в Баварию, получив кафедру в Ландсхутском университете. В 1805 году ему поручено было составить проект баварского уголовного кодекса; одновременно он получил высокий пост в баварском министерстве юстиции. После составления проекта, который получил силу закона в 1813 году, Фейербах был назначен президентом апелляционного суда. В 1821 году он для ближайшего изучения французского законодательства ездил во Францию.
Фейербах — первый из криминалистов, полно и всесторонне разработавший вопрос о юридическом вменении. В учении о цели и задачах наказания Фейербах — представитель теории психического принуждения, которая иначе может быть названа теорией устрашения посредством угрозы наказанием, содержащейся в уголовном законе. Цель государственной организации — обеспечение порядка, покоящегося на праве. Порядок этот нарушается преступным деянием. Государство имеет право и обязано принимать все меры для предотвращения преступлений. По недостаточности для этого мер нравственного воздействия государство прибегает к мерам принудительным. Сюда относятся: во-первых, физическое принуждение, под которым Фейербах разумеет устранение условий, способствующих совершению правонарушений; во-вторых, принуждение психическое, заключающееся в грозящем наказанием уголовном законе. Источник преступлений — в чувственности. Совершая действие, в чём бы оно ни заключалось, человек руководствуется известными мотивами; совершая преступление, он имеет в виду представление о том удовлетворении, которое может ему доставить его деяние. Дабы предупредить совершение правонарушений, необходимо противопоставить каждому преступному побуждению уголовный закон, угрожающий страданием большим, чем то наслаждение, которого ожидает преступник. Для большинства людей одного психического впечатления, производимого уголовным законом, достаточно; если же в том или ином случае преступные побуждения превозмогли, то виновный должен быть судим и наказан.

## Награды
- Орден Гражданских заслуг Баварской короны командорский крест (1808) с титулом «риттер фон» (Королевство Бавария)
- Орден Вюртембергской короны командорский крест (Королевство Вюртемберг)
- Орден Белого сокола командорский крест (Великое герцогство Саксен-Веймар-Эйзенах)

## Главнейшие сочинения
- Revision der Grundsätze und Grundbegriffe des positiven peinlichen Rechts (1799);
- Lehrbuch des gemeinen in Deutschland gültigen peinlichen Rechts (1-е изд., 1801; всего 14 изданий, последнее Миттермайера, 1848 г.; этот учебник был переведен на русский язык Лодием, Цебриковым и Полонским, под заглавием «Фейербаха Павла, уголовное право, с приложением российских уголовных законов, к каждому преступлению относящихся», 1810—27);
- Kritik des natürlichen Rechts (1796);
- Über die Strafe als Sicherungsmittel vor künftigen Beleidigungen des Verbrechers (1799);
- Blick auf die deutsche Rechtswissenschaft (1810).